# سفارة النمسا في تركيا
سفارة النمسا في تركيا هي أرفع تمثيل دبلوماسي لدولة النمسا لدى تركيا. تقع السفارة في أنقرة وهي تهدف لتعزيز المصالح النمساوية في تركيا.

## وصلات خارجية
- الموقع الرسمي
- قائمة سفارات النمسا
- قائمة السفارات في تركيا